# Stand-Up Coaster

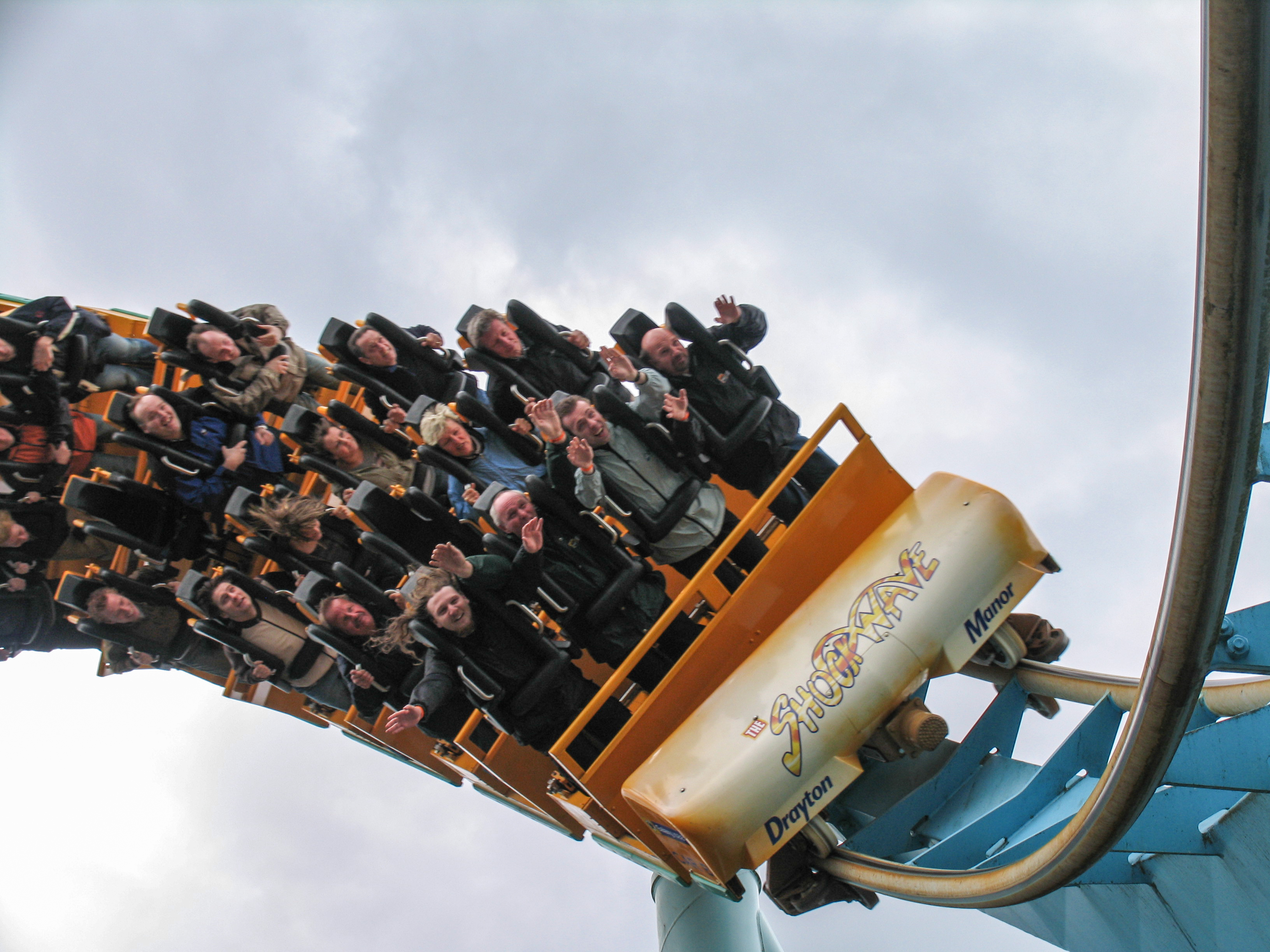
Shockwave im Drayton Manor Park, der erste Stand-Up in Europa

Stand-Up Coaster (kurz: SUC) ist die englische Bezeichnung für einen Achterbahntyp, bei dem die Fahrgäste die Fahrt stehend erleben.
Als Sicherungssystem kommen Schulterbügel und kleine Sattel, die zwischen den Beinen der Fahrgäste angeordnet sind und vor der Fahrt auf die entsprechende Höhe eingestellt werden können, zum Einsatz.
Hersteller von Stand-Up Coaster sind u. a. Bolliger & Mabillard, Intamin AG und Togo. Die einzigen beiden Stand-Up-Coaster in Europa sind Shockwave im Drayton Manor Park und Freestyle im Cavallino Matto. Ein weiteres bekanntes Beispiel war Mantis in Cedar Point.

## Auswahl von Achterbahnen (unvollständig)
| Achterbahn                | Betreiber                  | Land                   | Hersteller           | Eröffnung      | Schließung        | Hinweise                          |
| ------------------------- | -------------------------- | ---------------------- | -------------------- | -------------- | ----------------- | --------------------------------- |
| Apocalypse                | Six Flags America          | Vereinigte Staaten     | Bolliger & Mabillard | 7. Juni 2012   | 2019              | umgebaut zu Floorless Coaster     |
| Chang                     | Kentucky Kingdom           | Vereinigte Staaten     | Bolliger & Mabillard | April 1997     | 2009              |                                   |
| Freestyle                 | Cavallino Matto            | Italien                | Togo                 | 18. Juli 2015  |                   |                                   |
| Green Lantern             | Six Flags Great Adventure  | Vereinigte Staaten     | Bolliger & Mabillard | 25. Mai 2011   | 10. November 2024 |                                   |
| Iron Wolf                 | Six Flags Great America    | Vereinigte Staaten     | Bolliger & Mabillard | 28. April 1990 | 5. September 2011 |                                   |
| King Cobra                | Kings Island               | Vereinigte Staaten     | Togo                 | 1984           | 2001              |                                   |
| Mantis                    | Cedar Point                | Vereinigte Staaten     | Bolliger & Mabillard | 11. Mai 1996   | 2014              | umgebaut zu Floorless Coaster     |
| Milky Way (blaue Strecke) | Greenland                  | Japan                  | Togo                 | 1991           |                   |                                   |
| Shockwave                 | Drayton Manor Park         | Vereinigtes Königreich | Intamin AG           | 1994           |                   | umgebaut zu einem Sitting-Coaster |
| Shockwave                 | Kings Dominion             | Vereinigte Staaten     | Togo                 | 1986           | 9. August 2015    |                                   |
| The Georgia Scorcher      | Six Flags Over Georgia     | Vereinigte Staaten     | Bolliger & Mabillard | Mai 1999       |                   |                                   |
| The Riddler’s Revenge     | Six Flags Magic Mountain   | Vereinigte Staaten     | Bolliger & Mabillard | 4. April 1998  |                   |                                   |
| Vortex                    | California’s Great America | Vereinigte Staaten     | Bolliger & Mabillard | 9. März 1991   | 2016              | umgebaut zu Floorless Coaster     |
| Vortex                    | Carowinds                  | Vereinigte Staaten     | Bolliger & Mabillard | 14. März 1992  |                   |                                   |